# SBB Re 482
De Re 482 is een elektrische locomotief van het type Bombardier TRAXX F140 AC / F140 AC2, bestemd voor het goederenvervoer van de Zwitserse spoorwegonderneming Schweizerische Bundesbahnen (SBB). De locomotieven worden door SBB Cargo gebruikt in het goederenvervoer in Zwitserland en in Duitsland.

## Geschiedenis
In de jaren 90 gaf de Deutsche Bundesbahn aan de industrie opdracht voor de ontwikkeling van nieuwe locomotieven ter vervanging van locomotieven van de oudere typen 103, 151, 111, 181.2 en 120. Hierop presenteerde AEG Hennigsdorf in 1994 het prototype 12X dat later als Baureihe 145 door Adtranz te Kassel werd gebouwd. Uit dit prototype ontstond een groot aantal varianten.

## Constructie en techniek
De locomotief heeft een stalen frame. De tractie-installatie is uitgerust met draaistroom en heeft driefasige asynchrone motoren in de draaistellen. Iedere motor drijft een as aan.
Deze locomotieven kunnen gecombineerd rijden met locomotieven van het type Re 420 en Re 620.

## Nummers
De locomotieven zijn als volgt genummerd:
- Re 482 000 - 482 034: type F140 AC
- Re 482 035 - 482 049: type F140 AC2